# Sordavala härad
Sordavala härad var ett härad i Viborgs län. Häradet upplöstes efter fortsättningskriget, eftersom huvuddelen av dess område avträddes till Sovjetunionen.
Ytan (landsareal) var 1724,1 km² 1910; häradet hade 31 december 1908 30.414 invånare med en befolkningstäthet av 17,6 inv/km².

## Ingående kommuner
De ingående landskommunerna var 1910 som följer:
- Ruskeala
- Sordavala landskommun, finska: Sortavalan maalaiskunta
- Uguniemi, finska: Uukuniemi

Harlu avskildes 1922 från Sordavala landskommun. Med undantag av en del av Uguniemi, som tillföll Jäskis härad, avträddes häradets område till Sovjetunionen.